# Saxifraga giraldiana
Saxifraga giraldiana är en stenbräckeväxtart som beskrevs av Adolf Engler. Saxifraga giraldiana ingår i Bräckesläktet som ingår i familjen stenbräckeväxter. Inga underarter finns listade i Catalogue of Life.